# Gòrgies (metge)
Gòrgies (en llatí Gorgias, en grec antic Γοργίας) era un metge romà segurament d'origen grec, que va exercir a Roma. Va ser amic i contemporani de Galè i va viure al segle ii. Galè li va dedicar el seu llibre De Causis Procatarcticis.